# واهاگن هاروتیونیان (دولتمرد)
واهاگن فلیکسی هاروتیونیان (ارمنی: Վահագն Ֆելիքսի Հարությունյան؛ زادهٔ ۷ اوت ۱۹۷۲) یک سیاستمدار اهل ارمنستان است که از تاریخ ۲۰۱۷ تا تاریخ ۲۰۱۸ سمت نمایندگی دوره ششم مجلس ملی جمهوری ارمنستان را برعهده داشت.

## زندگی‌نامه
در ۷ اوت ۱۹۷۲ در ایروان به دنیا آمد و از دانشگاه دولتی اقتصاد ارمنستان فارغ‌التحصیل شد. وی همچنین برنده مشاور درجه دولتی خدمات کشوری جمهوری ارمنستان (۲۰۱۴) شده است.